# Прстен Нибелунга
Прстен Нибелунга је циклус од четири опере немачког композитора Рихарда Вагнера. Опере су инспирисане германско-нордијском митологијом и викиншким еповима. Наслов се некад преводи и „Нибелунгов прстен“, односно „Нибелуншки прстен“.
Опере циклуса су:
- Рајнско злато (Das Rheingold)
- Валкира (Die Walküre)
- Зигфрид (Siegfried)
- Сумрак богова (Götterdämmerung)

Прстен Нибелунга је писан по узору на древне грчке драматурге, који су циклично писали три трагедије и игру сатира. Циклус представља Вагнерово најамбициозније и најмонументалније дело, које је писао у периоду од двадесет шест година (1848 — 1874) и у којем је стремио да у потпуности испуни своју идеју о „свеукупној уметности“. Извођење све четири опере скупа траје око 15 сати.

## Настанак
Вагнеру је идеја за оперу засновану на старогерманској паганској митологији дошла још 1848. године, када је компоновао „Лоенгрина“. Хтео је да напише једну епску оперу о Зигфриду, која би се звала „Зигфридова смрт“; дугачка прича о настанку прстена и његовој клетви требало је да буде разјашњена на почетку опере у сцени са Норнама. Међутим, Вагнер је убрзо схватио да огромни заплет не може да се одвије за само једно вече, па је одлучио да напише две опере: „Млади Зигфрид“ и „Зигфридова смрт“. Напослетку, додао је још две опере: „Рајнско злато“ и „Валкиру“; „Млади Зигфрид“ је постао „Зигфрид“, а „Зигфридова смрт“ је прекрштена у „Сумрак богова“.
Пошто је након устанка у Дрездену прогнан у Швајцарску (претходно поставши младохегеловац), Вагнер је на хришћанско-феудалну тематику „Лоенгрина“ почео да гледа као на нешто што је превазишао; у писму једном свом пријатељу написао је како дело које управо пише („Прстен“) представља, и за њега самог, знак да је изузетно напредовао. Такође је занимљиво да симболи које Лоенгрин предаје на крају те опере (мач, рог и прстен) постају и обележја Вагнеровог новог јунака, Зигфрида.
Либрето за „Сумрак богова“ први је написан, мада је касније највише мењан (јер Вагнер никако није могао да се определи који крај да изабере). Сва либрета су завршена до 1853. године, када је почео да компонује музику. Тада је и исковао термин „музичка драма“. Дело су инспирисали највише Георг Вилхелм Фридрих Хегел и Лудвиг Фојербах, а радња се превасходно тумачи као критика капитализма и стремљења ка моћи. Извори су „Песма о Нибелунзима“, „поетска Еда“ и сага о Велзунзима. Године 1854, међутим, Вагнер се упознао са делом Артура Шопенхауера, која је имала изузетан утицај на њега. Вагнер је схватио да се оптимизам „Прстена“ и његова заокупљеност материјалним стварима слабо уклапају у Шопенхауерову филозофију, па је 1857. године престао с радом на тетралогији да би написао два велика шопенхауеровска дела: „Тристана и Изолду“ и „Мајсторе певаче из Нирнберга“. Тек је 1869. године наставио с радом на „Прстену“ и завршио га уз велике муке до 1874. године.
Крај циклуса је Вагнеру задавао најтеже муке. Зна се да је осмислио бар шест или седам могућих завршетака; у оригиналној верзији из 1848. не спомиње се пропаст богова: они бивају искупљени јер Зигфрид, као Христ, на себе узима њихов грех и гине, а на крају бива уздигнут у Валхалу. Вагнер је убрзо одбацио овај крај и схватио да богови морају да страдају због својих грехова. Вагнеру се највише двоумио између фојербаховског и шопенхауеровског краја (у првом, богови нестају, а човечанством завлада љубав; у другом, Брунхилда превазилази циклус поновног рођења и постиже нирвану). Напослетку, Вагнер се није одлучио за фојербаховску верзију, али без тих стихова; шопенхауеровску поруку требало је да пренесе сама музика.

## Радња
Радња је заснована на различитим германским и викиншким сагама и еповима, које је Вагнер повезао у јединствену целину и додао још неке елементе у заплет. Дела из којих је преузета радња су викиншка Edda и Völsunga saga, Thidrekssaga, и средњовековна немачка песма Nibelungenlied (Песма о Нибелунзима).
Примарни мотиви циклуса су љубав и потрага за моћи.
Заплет почиње у Рајнском злату (које Вагнер назива „уводном вечери“; остале опере су прво, друго и треће вече), када патуљак Алберих, одрекавши се љубави, краде чаробно злато из Рајне и од њега кује прстен који ће оном ко га носи дати власт над читавим светом. Прстен Албериху одузима бог Вотан, чије стремљење ка превазилажењу сопствених ограничења покреће радњу и на крају доводи до неминовног краја богова и спаљивања Валхале.
За детаљнији синопсис погледајте чланке о појединачним операма.

## Музика
Сваки чин ових опера требало је да представља јединствену, непрекинуту музичку целину. Такође, у Прстену је Вагнер у великој мери користио лајтмотиве (  или Grundtheme). Лајтмотив су користили и други композитори пре Вагнера, али њихова улога у Прстену је јединствена. Лајтмотив је музички „потпис“ неког лика опере, неке радње, емоције или ситуације. На тај начин Вагнер слушаоцу приближава драмско и музичко значење збивања на сцени.
У Прстену Нибелунга постоји огроман број лајтмотива, који је могу јављати индивидуално или груписано. Пример лајтмотива јесте мотив клетве Прстена: тај мотив чујемо када у Рајнском злату Алберих баца клетву на Прстен; исти музички мотив чујемо и када, у првом чину Сумрака богова, Алберихов син Хаген поздравља Зигфрида. Иако слушалац још увек не зна да је Хаген Алберихов син, лајтмотив му говори да су њих двојица на неки начин повезани.

## Списак ликова

### Богови
- Вотан, врховни бог, баритон.
- Фрика, његова жена, богиња брака, мецосопран.
- Фреја, Фрикина сестра, богиња љубави и младости, сопран.
- Донер, Фрикин брат, громовник, баритон.
- Фро, Фрикин брат, бог пролећа и среће, тенор.
- Ерда, богиња мудрости и земље, контраалт.
- Логе, полубог ватре, тенор.
- Три Норне, кројачице судбине и Ердине кћери, контраалт, мецосопран и сопран.

### Велзунзи
Велзунзи су потомци Вотана и смртнице.
- Зигмунд, тенор.
- Зиглинда, његова сестра близнакиња, сопран.
- Зигфрид, син Зигмунда и Зиглинде, тенор.

### Валкире
Валкире су девојке-ратнице, кћери Вотана и Ерде.
- Брунхилда, сопран.
- Валтраута, мецосопран.
- Хелмвига, сопран.
- Герхилда, сопран.
- Зигруна, мецосопран.
- Швертлајта, мецосопран.
- Ортлинда, сопран.
- Гримгерда, мецосопран.
- Росвајса, мецосопран.

### Рајнске кћери
Рајнске кћери су водене нимфе које чувају рајнско злато.
- Воглинда, сопран.
- Велгунда, сопран.
- Флосхилда, контраалт.

### Џинови
- Фазолт, баритон.
- Фафнер, његов брат, касније претворен у змаја, бас.

### Нибелунзи
Нибелунзи су раса патуљака која настањује Нибелхајм.
- Алберих, баритон.
- Миме, његов брат, Зигфридов поочим, тенор.

### Смртници
- Гунтер, краљ Гибичунга, син краља Гибича и краљице Гримхилде, баритон.
- Гутруна, његова сестра, сопран.
- Хаген, њихов полубрат, син Албериха и краљице Гримхилде, бас.
- Хундинг, Зиглиндин муж, поглавица Најдинга, бас.

### Остали
- Глас шумске птице, сопран.

## Оркестрација

### Гудачи
- 16 првих виолина;
- 16 других виолина;
- 12 виола;
- 12 виолончела;
- 12 контрабаса.

### Дувачи

#### Дрвени
- 3 флауте;
- 1 пиколо флаута;
- 3 обое;
- 1 енглески рог;
- 3 кларинета;
- 1 бас-кларинет;
- 3 фагота (уз назнаку да треба користити контрафаготе у случају да фаготи не могу да одсвирају ниско А);

#### Лимени
- 8 француских рогова;
- 3 трубе;
- 1 бас-труба;
- 3 тенор-бас тромбона;
- 1 контрабас тромбон;
- 1 контрабас туба.

### Удараљке
- 2 сета тимпана;
- 1 триангл;
- 1 глокеншпил;
- 1 пар  чинеле;
- 1 на сталку чинеле;
- 1 добош;
- 1 наковањ; и чекић
- 1 там-там;

### Додатно
У Рајнском злату се користи и 6 харфи и 18 наковања. Неколико пута током циклуса се користи машина за грмљавину.

## Премијерно извођење
На инсистирање Вагнеровог патрона, баварског краља Лудвига, Рајнско злато и Валкира су изведени у Народном позоришту у Минхену 1869. и 1870, иако је Вагнер желео да све четири опере изведе заједно. Зато је одлучио да завршетак Зигфрида не објави одмах.
Вагнер је схватио да мора да изгради посебно позориште за извођења Прстена, јер је циклус био технички изузетно тешко изводљив у обичним позориштима. Зато је 1871. године одлучио да у градићу Бајројту крај Минхена изгради своје позориште. Почео је да скупља новац, али са мало успеха; проблем финансија је решен тек пошто је краљ Лудвиг одлучио да покрије трошкове изградње.
Бајројтско позориште је отворено 1876, а прво комплетно извођење Прстена је трајало од 13. до 17. августа те године. Дириговао је Ханс Рихтер.